# Mons Ioannis Pauli II
Der Mons Ioannis Pauli II (lateinisch für Johannes-Paul-II.-Berg) ist ein 1110 m hoher und schneebedeckter Berg mit einigen Felsvorsprüngen aus Lavagestein im westantarktischen Ellsworthland. In der Heritage Range des Ellsworthgebirges ragt er 1 km westnordwestlich des Hauptgipfels der Patriot Hills 250 m über die Eismassen im Horseshoe Valley hinaus.
Italienische Wissenschaftler benannten ihn 2003 zu Ehren des 25. Jahrestags des Beginns des Pontifikats von Papst Johannes Paul II.